# Aeschynanthus flippancei
Aeschynanthus flippancei är en tvåhjärtbladig växtart som beskrevs av Ridley. Aeschynanthus flippancei ingår i släktet Aeschynanthus och familjen Gesneriaceae. Inga underarter finns listade i Catalogue of Life.